# Dmytro Iwanisenia
Dmytro Ołeksandrowycz Iwanisenia (ukr. Дмитро Олександрович Іванісеня, ur. 11 stycznia 1994 w Krzywym Rogu) – rosyjski piłkarz ukraińskiego pochodzenia grający na pozycji pomocnika. W czerwcu 2024 roku przyjął rosyjskie obywatelstwo.

## Kariera piłkarska

### Kariera klubowa
Wychowanek klubów Krywbas Krzywy Róg, Metałurh Zaporoże i Szachtar Donieck, barwy których bronił w juniorskich mistrzostwach Ukrainy (DJuFL). 23 lipca 2011 rozpoczął karierę piłkarską w trzeciej drużynie Szachtara Donieck. 1 lipca 2015 został wypożyczony do Illicziwca Mariupol. 29 sierpnia 2016 klub wykupił piłkarza. 12 lutego 2018 zasilił skład Dinama Tbilisi. 16 lipca 2019 podpisał kontrakt z Zorią Ługańsk. 6 lipca 2021 zasilił Krylja Sowietow Samara.

### Kariera reprezentacyjna
W 2010 występował w juniorskiej reprezentacji Ukrainy U-16. W 2015 dwa razy był powoływany do młodzieżowej reprezentacji Ukrainy. 14 listopada 2019 debiutował w narodowej reprezentacji Ukrainy w meczu z Estonią.

## Sukcesy i odznaczenia

### Sukcesy klubowe
Dinamo Tbilisi
- wicemistrz Gruzji: 2018